# Richardiella taiensis
Richardiella taiensis är en insektsart som beskrevs av Matile-ferrero och Le Ruyet 1985. Richardiella taiensis ingår i släktet Richardiella och familjen skålsköldlöss. Inga underarter finns listade i Catalogue of Life.